# Eusebio Güell
Eusebio Güell y Bacigalupi (en catalán: Eusebi Güell i Bacigalupi), I conde de Güell (Barcelona, 15 de diciembre de 1846-ibídem, 8 de julio de 1918) fue un industrial y político español, conocido principalmente por ser mecenas del arquitecto modernista Antoni Gaudí.

## Biografía

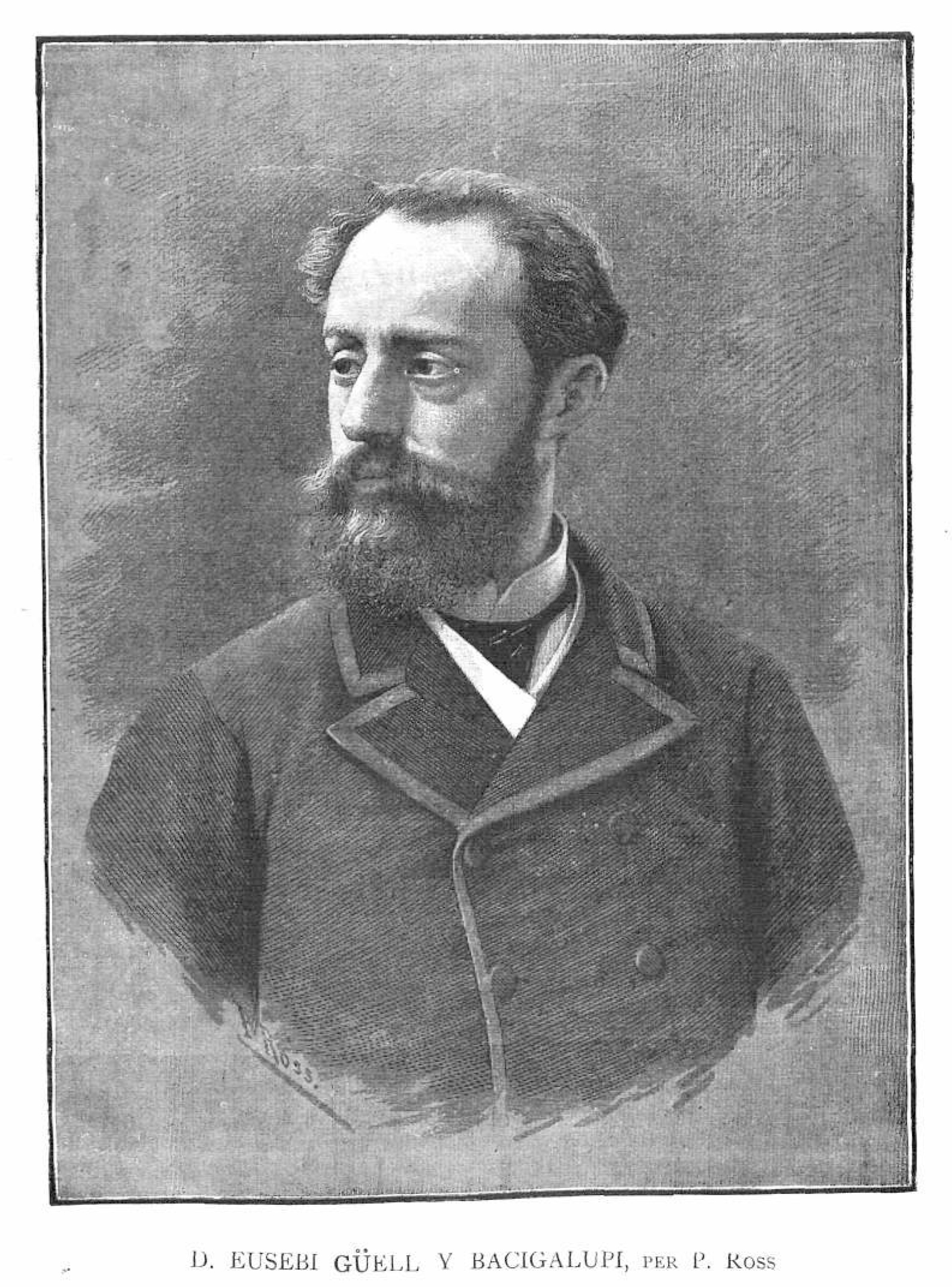
Eusebio Güell y Bacigalupi retratado por Paciano Ross (La Ilustració Catalana, 15 de junio de 1888)

Su padre era Joan Güell y Ferrer (1800-1872), oriundo de Torredembarra, un indiano que amasó una enorme fortuna como esclavista en Cuba y fue promotor de diversas industrias a su vuelta a Barcelona. En 1840 fundó en Sants la fábrica El Vapor Vell, que consiguió la exclusiva de la fabricación de panas en España. Su madre fue Francisca Bacigalupi y Dolcet, perteneciente a una familia genovesa instalada en la ciudad condal desde finales del siglo XVIII, fallecida al dar a luz a Eusebio.
Al igual que su padre, creó nuevas empresas en los sectores más prometedores del momento. Debido a su situación familiar, pudo estudiar Derecho, Economía y Ciencias Aplicadas en Barcelona, Francia e Inglaterra. Se asoció con Ferran Alsina, y ambos iniciaron una fábrica de panas situada en Santa Coloma de Cervelló, base de la futura Colonia Güell (1891). En 1901 fundó la Compañía General de Asfaltos y Portland Asland (Castellar de Nuch) y fue consejero de algunas de las empresas de su familia política, como Banco Hispano-Colonial, Compañía de Tabacos de Filipinas, Compañía Trasatlántica Española o Compañía de los Caminos de Hierro del Norte de España. También participó, junto con la familia del conde de Romanones, en la Compañía Española de Minas del Rif, de la que fue vicepresidente su hijo Juan Antonio Güell y López.

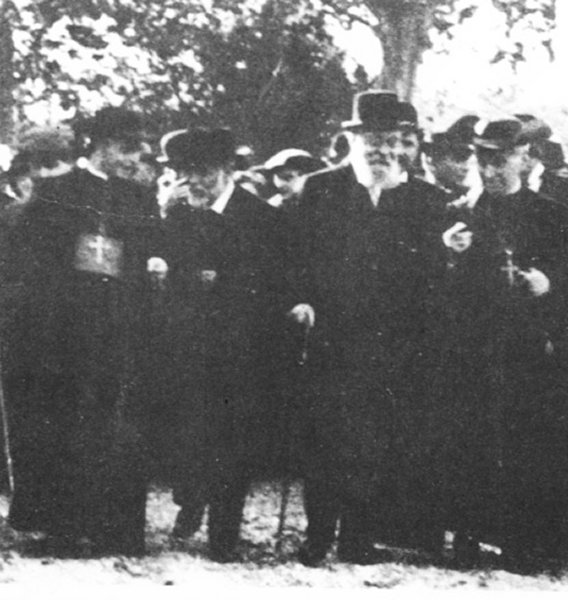
Gaudí y Güell de visita en la Colonia Güell (1910).

Intervino en política y amplios sectores culturales: en 1875 fue elegido concejal del Ayuntamiento de Barcelona, en 1878 diputado provincial, y también ejerció de senador del Reino. Fue, debido a su amor a la cultura catalana, presidente de los Jocs Florals (1900) y miembro de la Real Academia Catalana de Bellas Artes de San Jorge, así como presidente del Centre Català. También patrocinó la Asociación Catalanista de Excursiones Científicas, así como la publicación periódica La Renaixensa. Publicó varios libros sobre diversas disciplinas, que fueron traducidos a varios idiomas —cabe destacar el trabajo científico L'immunité par les leucomaïnes (1886)—, y fue un aceptable dibujante y acuarelista.
En 1878 conoció a Gaudí, tras quedar admirado con la vitrina para la Guantería Comella que el arquitecto exponía en la Exposición Universal de París. Desde entonces empezó una larga amistad y una fructífera relación profesional, ya que el industrial fue el principal mecenas del arquitecto. Gracias a ello su apellido es conocido internacionalmente, con obras como la Cripta de la Colonia Güell, el Palacio Güell, las Bodegas Güell, los Pabellones Güell o el Parque Güell.

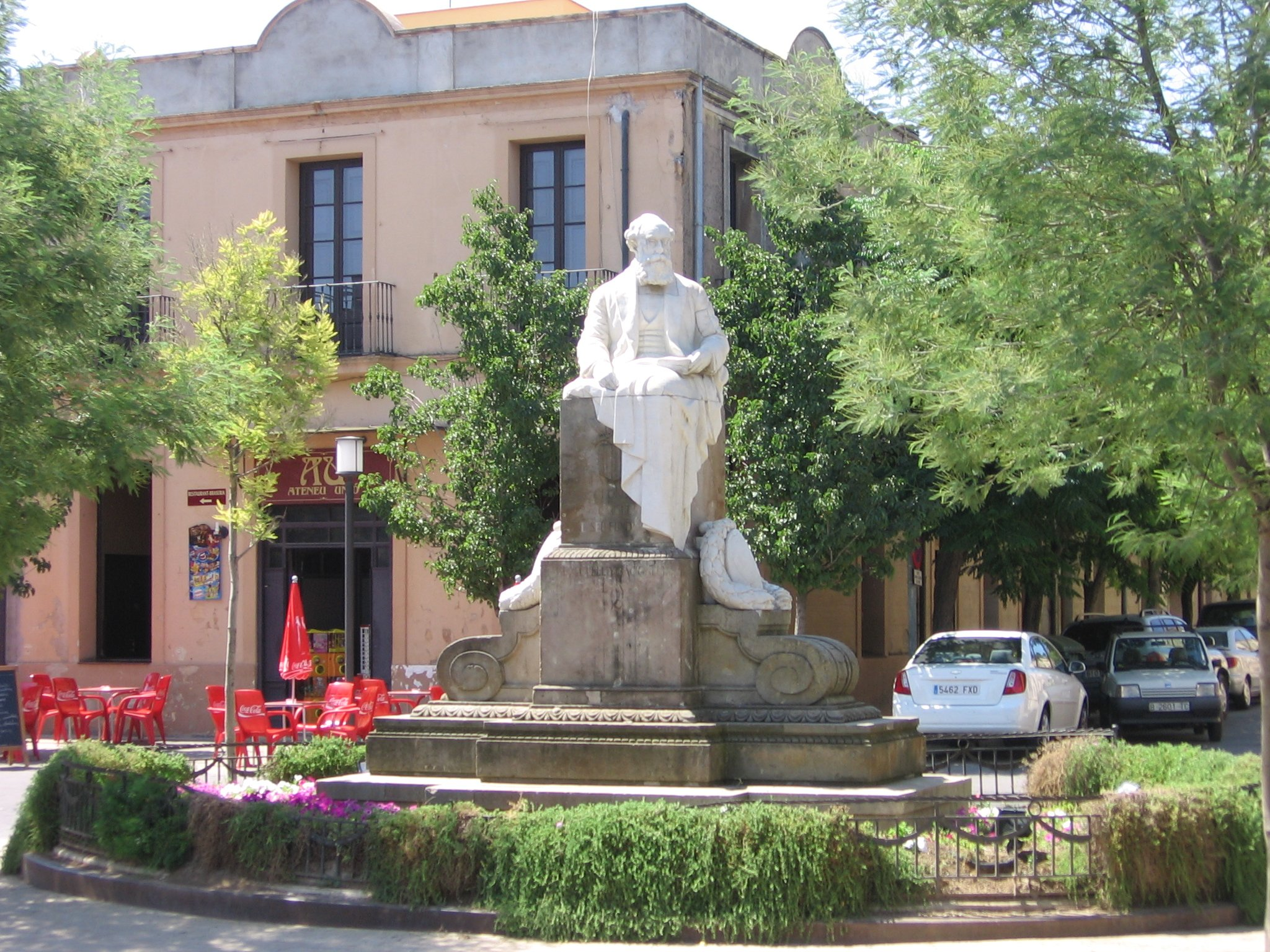
Monumento a Eusebio Güell en la Colonia Güell (Santa Coloma de Cervelló).

En 1871 se casó con la hija mayor del marqués de Comillas, Luisa Isabel López Bru (1851-1924), con la que tuvo diez hijos: Isabel, Maria Lluïsa, Juan Antonio, María Cristina, Eusebio, Claudio, Santiago, Francisca, Josefina y Mercedes.
En 1910 el rey Alfonso XIII concedió a Eusebio Güell el título de conde de Güell, en reconocimiento por haber contribuido a engrandecer económicamente a España. Igualmente, concedió a los hijos menores de Güell un vizcondado y una baronía. En agradecimiento, estos le donaron a la monarquía el Palacio Real de Pedralbes, edificado en 1920 sobre una finca de su propiedad. Más adelante también recaló en la familia Güell el título de marqués de Comillas, heredado en 1918 por Juan Antonio Güell, un título que hoy en día ostenta uno de sus descendientes.
Eusebio Güell falleció el 8 de julio de 1918 en su casa del Parque Güell (Barcelona), a los setenta y dos años de edad.